# Fatur & Fax
Fatur & Fax è il primo album in studio del gruppo musicale italiano Fatur & Fax, pubblicato nel 1993 da Sotterranei Italiani/RTI Music.

## Tracce
1. Mamma Fiat
2. R'N'R Suicide
3. Noi Proletari Balliamo
4. Liza
5. Vietnam Vasco
6. Bianco Budda
7. Bar Bukowski
8. Fankulo
9. Plastic City
10. Berlin Nazipunk
11. Billy Billy
12. Freddy D.J.

## Crediti
- Danilo Fatur - voce[1]
- Marco Bortesi - basso
- Cristiano Maramotti - chitarra
- Max Pieri - batteria

### Altri musicisti
- Luigi Colarullo - tastiere, programmazione[1]
- Roberto Kriscak - tastiere, programmazione[1]
- Carlo Actis Dato - sassofono[1]
- Sardo Ranks - voce in Liza[1]
- Ariella Perentin  - cori[1]
- Simonetta C. - cori[1]